# Sténoma
Sténoma (Stenoma) är en ort i Grekland.   Den ligger i prefekturen Nomós Evrytanías och regionen Grekiska fastlandet, i den centrala delen av landet, 200 km nordväst om huvudstaden Aten. Sténoma ligger 759 meter över havet och antalet invånare är 139.
Terrängen runt Sténoma är kuperad åt sydväst, men åt nordost är den bergig. Runt Sténoma är det ganska glesbefolkat, med 35 invånare per kvadratkilometer. Närmaste större samhälle är Karpenísi, 7,6 km sydost om Sténoma. I omgivningarna runt Sténoma växer i huvudsak blandskog.